# Keisya Levronka
Keisya Levronka (ur. 2 lutego 2003) – jest indonezyjską piosenkarką i aktorką. Swoją karierę w świecie rozrywki rozpoczęła od udziału w dziesiątym sezonie talent show Indonesian Idol, który był emitowany na kanale RCTI w latach 2019-2020. Po ukończeniu Indonesian Idol dołączyła do wytwórni Universal Music Indonesia i zadebiutowała jako piosenkarka piosenką zatytułowaną „Jadi Kekasihku Saja”. Oprócz kariery w świecie muzyki, Keisya Levronka weszła również do świata aktorstwa w 2021 roku, debiutując w serialu Jingga dan Senja.
W 2022 roku jej czwarta piosenka „Tak Ingin Usai” znalazła się na szczycie list przebojów muzyki cyfrowej w Indonezji, w tym na liście Billboard Indonesia przez 11 tygodni. Utwór przyniósł jej także pierwszą nagrodę w karierze podczas gali wręczenia nagród muzycznych w Malezji, Anugerah Industri Muzik, za „Najlepszą piosenkę w języku malajskim zaprezentowaną przez zagranicznego artystę”.